# Microstoma
Microstoma es un género de peces marinos actinopeterigios, distribuidos por el sur y este del océano Pacífico, así como por todo el océano Atlántico, incluidos el mar Mediterráneo, el golfo de México y el mar Caribe. Su nombre procede del griego: mikros (pequeño) + stoma (boca).

## Especies
Existen dos especies reconocidas en este género:
- Microstoma australis Gon y A.L. Stewart, 2014.[4]
- Microstoma microstoma (Risso, 1810) - Argentina delgada o bocachica.